# Chongxu Guan
Der Chongxu Guan (chinesisch 沖虛觀 / 冲虚观, Pinyin Chōngxū Guān, englisch Chongxu (Taoist) Temple – „Chongxu-Tempel“) oder Chongxu Guguan (沖虛古觀 / 冲虚古观 – „Alter Chongxu-Tempel“) im Luoshan-Gebirge (Luofu Shan) ist ein berühmter daoistischer Tempel. Er liegt im Kreis Boluo der südchinesischen Provinz Guangdong. Der Tempel hat eine über 1600 Jahre lange Geschichte. Wichtige Gebäude sind die Lingguan-Halle (靈官殿 / 灵官殿,  Língguān Diàn), die Sanqing-Halle (三清殿,  Sānqīng Diàn) und die Huangdaxian-Halle (黃大仙殿 / 黄大仙殿,  Huángdàxiān Diàn), worin alle daoistischen Gottheiten verehrt werden. 